# Лапшенков, Геннадий Васильевич
Геннадий Васильевич Лапшенков (род. 10 августа 1951) — советский хоккеист, вратарь. Мастер спорта СССР. Тренер.

## Биография
Воспитанник СДЮШОР ЦСКА. В сезонах 1970/71 — 1971/72 играл за СКА / СКА МВО Калинин. 16 мая 1972 года дебютировал в чемпионате СССР за «Химик» Воскресенск, проведя единственный матч в сезоне в гостях против СКА Ленинград (4:1). Играл за «Химик» в течение следующих трёх сезонов. В сезоне 1975/76 провёл два матча за московское «Динамо», заменяя по ходу игр Владимира Полупанова воо встречах со СКА Ленинград (7:1) и «Динамо» Рига (3:7). В сезоне 1976/77 играл во второй лиге за «Динамо» Минск, после чего завершил карьеру.
В первой половине сезона 2008/09 — тренер в команде второй лиги «Рысь-2-ОГУ» Одинцово. В 2008—2010 годах — тренер в школе «Крыльев Советов». Затем перешёл в «Динамо», стал заведующим учебной частью СДЮШОР.